# Petaloconchus compactus
Petaloconchus compactus är en snäckart som först beskrevs av Carpenter 1864.  Petaloconchus compactus ingår i släktet Petaloconchus och familjen Vermetidae. Inga underarter finns listade i Catalogue of Life.